# Ducatul Baltic Unit
Ducatul Baltic Unit (în germană Vereinigtes Baltisches Herzogtum) sau Marele Ducat al Livoniei a fost un stat a cărei constituire a fost propusă la sfârșitul Primului Război Mondial. Acest stat nu a existat decât în documente scrise și acte notariale, dar a constituit tentativa lansată în 1918 de germano-baltici  de a crea, pe teritoriul fostelor gubernii imperiale rusești Curlanda, Livonia și Estonia, desemnate împreună sub numele germanic de Baltikum (actualele Letonia și Estonia cu o parte din Lituania) un stat ale cărui structuri guvernamentale ar fi fost dominate de germanofoni.
Acest proiect trecea prin crearea unui Ducat al Curlandei și Semigaliei și a unui Ducat al Estoniei și Livoniei sau Stat Baltic, al căror suverani erau în uniune personală cu coroana Prusiei. Deși primele elemente au fost pornite în cursul lunilor din anul 1918 de după Tratatul de la Brest-Litovsk, popoarele baltice respective, care aspirau să-și dobândească independența, nu au permis Imperiului German să-și atingă scopul, iar acesta s-a prăbușit la sfârșitul Primului Război Mondial.

## Context istoric

### Ocuparea Curlandei
În timpul Primului Război Mondial, armatele imperiale germane au ocupat în toamna anului 1915 Gubernia Curlandei / Gubernia Curlandei, teritoriu anexat de Imperiul Rus în 1795. Frontul s-a stabilizat de-a lungul liniei Riga - Daugavpils - Baranavici. Teritoriile ocupate au fost administrate de Comandamentul Suprem al tuturor forțelor germane din Est (Ober Ost, administrația militară a teritoriilor ocupate din Est.

### Politica germană relativă la Țările Baltice în timpul Primului Război Mondial
De la începutul conflictului mondial, germano-balticii care își aveau reședința în Germania constituiau cei mai fervenți apărători ai unei anexări a Țărilor Baltice. Consiliul de Încredere Baltic (în germană Baltische Vertrauensrat), fondat pe un grup de imigranți, fusese deja la originea unei vii agitații la cucerirea Guberniei Curlanda în favoarea unirii provinciilor germane baltice cu Germania. Dorința de dominație germană a regiunii era fondată pe baze istorico-ideologice, și-și afla originea în fosta dominație germană a acestor regiuni de către cavalerii teutoni.
În Țările Baltice, una dintre principalele incertitudini privea forma pe care ar fi putut să o aibă viitoarea organizare a unui stat autonom; putea fi vorba de o uniune a tuturor Țărilor Baltice, sau state vasale, sub suveranitatea statelor  Saxoniei, Württemberg sau al Prusiei. O altă problemă consta în posibilitatea colonizării germane a acestor noi state: se vedea, de fapt, Curlanda ca fiind locul cel mai propice pentru o „deznaționalizare” totală și apoi o „germanizare” a regiunii astfel cucerite. Era prevăzut, ca pentru banda frontieră cu Polonia să se împingă letonii din propria lor țară, favorizând instalarea germano-rușilor venind de pe domeniul imperial rus, de pe domeniile clerului și de pe marile proprietăți de pământ, în apropierea posesiunilor nobilimii germano-baltice deja așezate. 

### Voințe de autodeterminare ale națiunilor baltice
Când Imperiul Rus era pe punctul de a părăsi lupta, și sperând retragerea trupelor germane, Consiliul Național Leton a fost proclamat la 16 noiembrie 1917 pe teritoriul Guberniei Curlandei ocupate. La 30 noiembrieurmător, Consiliul Național Leton a proclamat autonomă o provincie letonă, potrivit frontierelor etnografice, apoi Republica Letonă la 15 ianuarie 1918.
Simultan, Gubernia Autonomă a Estoniei a fost creată la 12 aprilie 1917 pornind de la vechile gubernii a Estoniei și a Livoniei. După Revoluția din Octombrie, Adunarea Provincială Estonă, aleasă, se declară putere suverană în Estonia la 28 noiembrie 1917. La 24 februarie 1918 a fost publicată Declarația Independenței Estoniene. Aliații occidentali au recunoscut „de facto” independența Republicii Estonia în mai 1918.

### Colapsul rus
Dar după Revoluția Rusă, nu numai că nu s-au retras, ci trupele germane au utilizat Curlanda drept bază de plecare. După prăbușirea frontului de Răsărit, Armata Germană și-a făcut intrarea în capitala letonă, Riga, la 3 septembrie 1917; la sfârșitul lunii februarie 1918, ea a ocupat și teritoriile fostelor  gubernii ale Livoniei și a Estoniei, care totuși își declarase independența.
La 3 martie 1918, la semnarea Tratatului de la Brest-Litovsk, Rusia Sovietică trebuise să renunțe la suveranitatea sa asupra Curlandei, rușii trebuind să se pună de acord cu populațiile locale, cât despre relațiile viitoare pe care ele le vor întreține cu Imperiul German, dreptul lor la autodeterminare fiind suprimat. Estonia și Livonia rămâneau provizoriu de resortul poliției germane, însă acordurile de la Berlin, din 27 august 1918, le-a dat Germaniei. 

## Constituirea Ducatelor Baltice

### Voințe și acțiuni germano-baltice
Clasa conducătoare germano-baltică s-a raliat rapid și strâns politicii de ocupație germane. De fapt, ea nu lupta doar cu bolșevicii, ci și contra instituirii statelor baltice democratice autonome, ceea ce totuși s-a întâmplat la 24 februarie 1918 cu Estonia, la 18 noiembrie cu Letonia. Considerându-se drept „reprezentanții celei mai vechi culturi prezente în țară”, ea dorea să asigure rezidenților germano-baltici cele mai înalte funcții. Nobilimea și burghezia germano-baltică a încercat, prin urmare, să constituie un ducat baltic unic, întorcându-se spre Kaiser. Recursurile estonienilor și letonilor nu au fost luate în considerare. Viitorul stat ar fi organizat într-un mod nedemocratic. Funcționarea instituțiilor prevedea, într-adevăr, că germano-balticii, minoritari, dispuneau de mai mulți deputați decât estonienii și letonii la un loc.

### Constituirea Ducatelor baltice
În paralel cu autoritatea militară germană de ocupație, germano-balticii au început să formeze pe teritoriile ocupate consilii provinciale între septembrie 1917 și 1918. La 8 martie 1918,  Kurländische Landesrat, adunare dominată de germao-baltici, a proclamat independența Ducatului Curlandei și Semigaliei. Apoi, la 12 aprilie 1918, la rândul său, Baltische Landesrat, adunarea unită a provinciilor Livonia, Estonia, din Riga și din Ösel a declarat independent, Statul Baltic (Baltischer Staat), constituit, și el, în ducat.
Cele două state ceruseră deja, încă de la proclamarea lor, să se găsească în uniune personală cu Regatul Prusiei sau cu Imperiul German. Împăratul Wilhelm al II-lea a răspuns favorabil, de altfel, cererii curlandeze, la 18 martie 1918. Dar la 2 aprilie 1918, chiar în ziua proclamării Statului Baltic, Vereinigter Landesrat (Consiliul Teritorial Unit), adunarea care reunea reprezentanții celor două state, treizeci și cinci de germano-baltici, treisprezece estonieni și unsprezece letoni, a cerut, printr-o rezoluție oficială, Împăratului german, să recunoască statele nou constituite drept monarhie unică, pe care să o facă protectorat german. Împăratul a anunțat că recunoaște noul Stat Baltic, la 2 septembrie 1918, și și-a reînnoit legăturile cu Ducatul Curlandei și Semigaliei. Această cerere insistentă scoate în evidență slăbiciunea Ostpolitik (politicii răsăritene) germane de atunci și aspirațiile politice ale elitelor germano-baltice.

## Proclamarea Ducatului Baltic Unit

### Alăturarea Ducatelor baltice

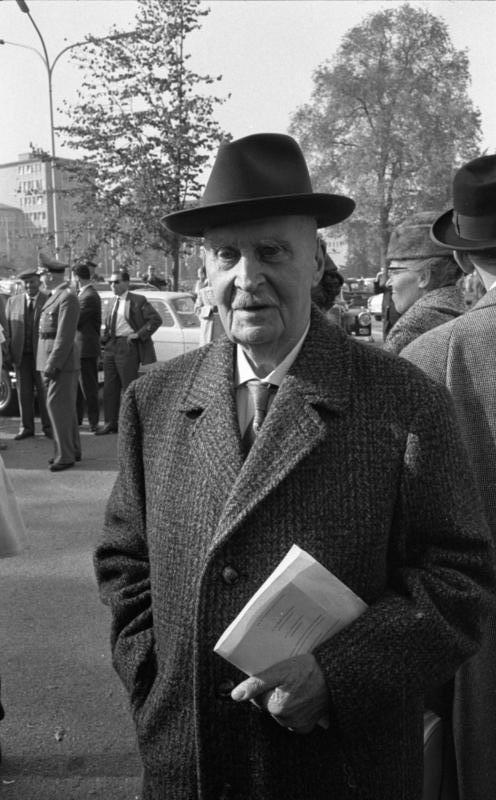
Adolf-Friedrich zu Mecklenburg (1962).

În Statul Baltic, ca și în Ducatul Curlandei și Semigaliei, elita germano-baltică, îndeosebi nobilimea, considera Oberste Heeresleitung (OHL) (în română: „Comandementul Suprem al Armatei”) ca fiind unicul său interlocutor. Într-adevăr, nu se lucra cu cercurile estoniene sau letone, în pofida promisiunilor făcute de Reichstag privitor la autodeterminarea popoarelor baltice.
Nobilimea dorea să întemeieze, sub autoritatea sa, un stat baltic unic, separat de Rusia, care să reunească teritoriile fostelor gubernii de la Baltica (Estonia, Livonia și Curlanda). Planul vizând constituirea unui ducat baltic independent, avându-l în frunte pe ducele Adolf-Friedrich zu Mecklenburg, a fost pus la punct de nobilime, și a avut sprijinul OHL. O alternativă la Ducatul Baltic Unit ar fi fost formarea unui Stat Baltic Unic din provinciile Estonia, Livonia și Curlanda, în uniune personală cu Prusia.

### Proclamarea
La 5 noiembrie 1918, Ducatul Baltic Unit a fost proclamat la Riga. Adolf-Friedrich zu Mecklenburg trebuia să poarte coroana noului ducat. Până la sosirea acestuia, noul stat a fost administrat, începând din 9 noiembrie, de către un Consiliu de Regență (în germană Regentschaftsrat) , constituit din zece persoane și creat de nobilimea locală, condus de președintele parlamentului livonian (Landmarschall), baronul Adolf Pilar von Pilchau, numit Regent al Reich-ului.

### Organizarea statului

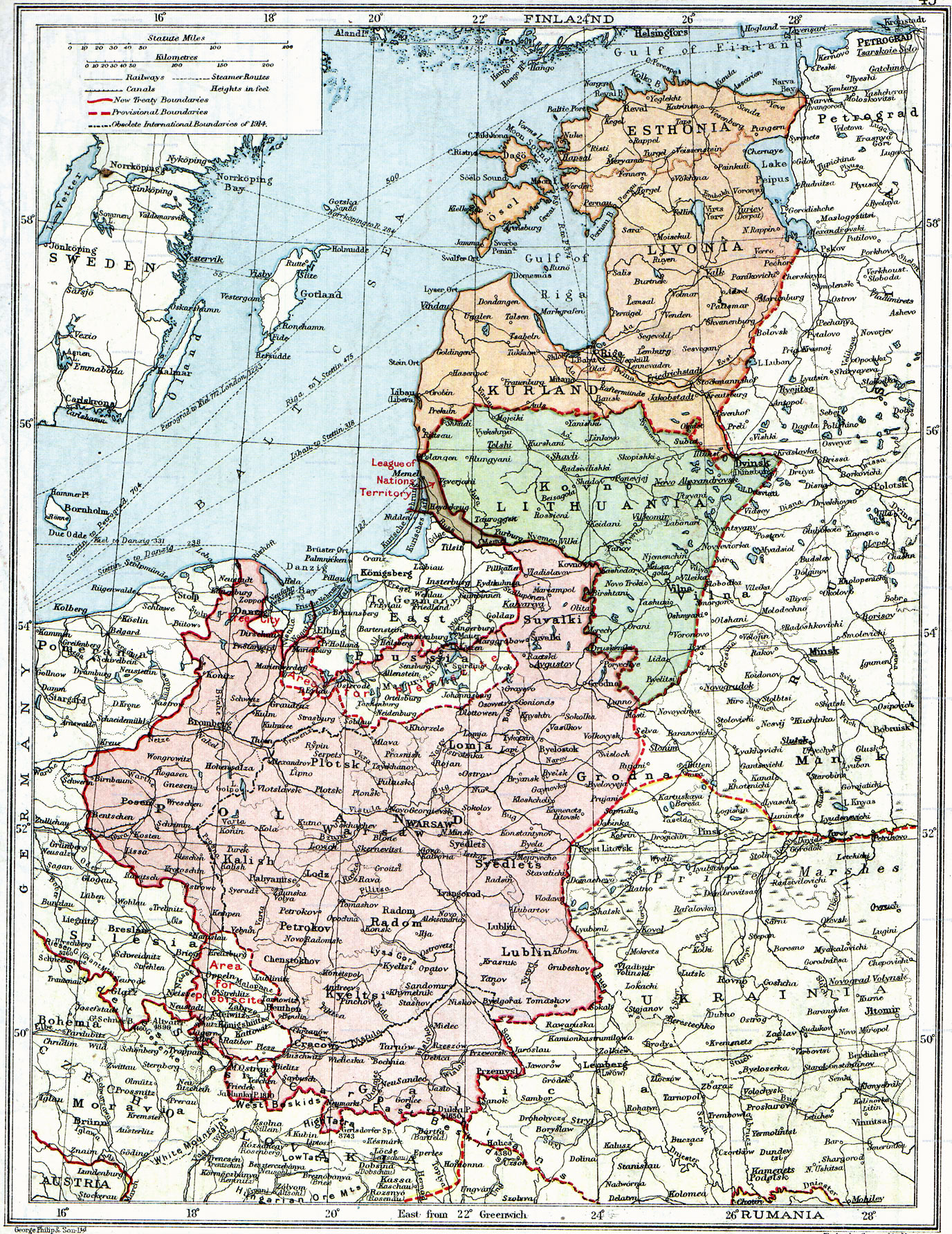
“Poland & The New Baltic States”, hartă a unui atlas britanic din 1920, care arată frontierele rămase neprecizate după tratatele de la Brest-Litovsk şi de la Versailles, și înainte de Pacea de la Riga. Ducatul Baltic Unit era considerat că acoperă teritoriile Letoniei și Estoniei, peste teritoriul Confederației Livoniene (1228-1560) medievale.

Capitala noului stat, care confedera, într-un fel, pe cele două precedente, trebuia să fie Riga. Țara trebuia să fie constituită din șapte cantoane, denumite în germană Kurland (Curlanda), Riga, Lettgallen (Latgalia), Südlivland (Livonia de Sud), Nordlivland (Livonia de Nord), Ösel (Saaremaa), și Estland (Estonia). Primele patru cantoane corespund aproximativ celor patru provincii letone actuale, iar următoarele trei provinciilor estoniene.
Șeful statului, al cărui nume trebuia să fie Adolf Friedrich de Mecklenburg, era socotit să poarte titlul de Duce. El era socotit să exercite această sarcină nu ca un monarh suveran, ci ca un subordonat reprezentând autoritatea Împăratului german, care trebuia să asigure protecția Ducatului. De fapt, Adolf Friederich nu a avut niciodată ocazia să-și asume sarcina; Consiliul de Regență, compus din patru germano-baltici, trei estonieni și trei letoni, a exercitat temporar puterea.
Forțele militare ale Ducatului Baltic Unit trebuiau să fie constituite în Baltische Landeswehr care, de fapt, se înrudea mai mult cu un Freikorps decât cu o armată națională.